# یوناس برگرن
یوناس پتر برگرن (به سوئدی: Jonas Petter Berggren) (متولد ۲۱ مارس ۱۹۶۷) یک موسیقیدان سوئدی است که با نام مستعار Joker هم شناخته می‌شود. او از وقتی هفت ساله بود شروع به ترانه‌سرایی کرد و پسینترها برای گروه موسیقی سوئدیِ ایس آو بیس و نیز گروه‌های دیگر نیز ترانه ساخته است. او در یوتبری، سوئد زاده شده است.
یوناس برگرن گیتار و کیبورد می‌نوازد.